# Pochutec
El pochutec o poxutecatl és una llengua morta de la família uto-asteca del grup de les llengües nàhua, que es va parlar al voltant de la ciutat de Pochutla a la costa pacífica d'Oaxaca, Mèxic.
En 1917 va ser documentat mitjançant un breu article de Franz Boas, qui per l'època ja la considerava una llengua pràcticament extinta. En els setanta, Tim Knab va trobar dos parlants prop de Pochutla que encara recordaven unes poques paraules documentades per Boas (casualment un dels seus informants era una neta de l'informant principal de Boas). Knab va considerar que encara podria haver-hi parlants vius en el moment del seu treball.

## Classificació
Si s'ha de jutjar per les dades recollides per Boes, el pochutec es va considerar una forma divergent de nàhua, o una llengua estretament emparentada amb el protonàhuatl que va donar lloc a les altres varietats de nàhuatl.
Bartholomew (1980) suggereix que alguns dels trets més divergents, com l'accent en l'última síl·laba, es deu a la influència del chatino, una llengua otomang. Bartholomew argumenta l'assentament de Pochutla mai va arribar a ser part del'imperi Asteca sinó que fins a la conquesta europea havia estat part de l'estat mixtec de Tututepec. Així doncs les influència lingüística del chatino va estar basada en el comerç i les rutes de comunicació que passaven per territori del chatino.

## Comparació amb el nàhuatl general

### Fonologia
El pochuteco es distingeix per una sèrie de trets del nàhuatl general:
- No presenta lateralització típica del nàhuatl central /ta/> /tla/.
- Presenta algunes alteracions de timbre vocàlic:

| PROTO- UTOASTECA | PROTO- NÀHUATL | nàhuatl general | pochutec     |
| ---------------- | -------------- | --------------- | ------------ |
| ** i / ** iː     | *i / *iː       | i / iː          | i / i        |
| ** a / ** aː     | *a,*ə /*aː     | a, e / aː       | o, e / a     |
| ** o / ** oː     | *o / *oː       | o / oː          | o / u        |
| ** u / ** uː     | *i / *iː       | i / ?           | ə > e, o / ? |
| ** i / ** iː     | *ə /*eː        | e / eː          | e, o / e     |

### Lèxic
La següent llista compara les formes lèxiques recollides per F. Boas en 1917, amb la llista compilada per T. Knab a partir de dos parlants que recordaven algunes paraules de la llengua encara que feia temps que no la usaven amb ningú. La llista A correspon casualment a una dona que és neta de la principal informant de Boas, mentre que la llista B correspon a un parlant de zapotec que va passar la seva joventut amb persones d'una de les famílies entrevistades per Boas en 1917.
| GLOSSA        | Pochutec  | Pochutec | Pochutec    | Nàhuatl clàssic |
| GLOSSA        | A (1980)  | B (1980) | Boas (1917) | Nàhuatl clàssic |
| ------------- | --------- | -------- | ----------- | --------------- |
| 'un '         | ʦeʔ       | se       | ce          | se(m)           |
| 'dos'         | oméʔ      | ome      | oméo        | ōme             |
| 'quatre'      |           | nayó     | nayóm       | nāwi            |
| 'cinc'        | makwiʔ    | mak-il   | macuil      | mākwīl-li       |
| 'sol'         | twnél     |          | tunél       | tōnal-li        |
| 'luna'        | meʦ       | mez(s)   | mezt        | mēʦ-t͡ɬi         |
| 'home'        | tɛkweʔ    | tekwét   | tequit      | t͡ɬāka-t͡ɬ        |
| 'dona'        | laʦ       | g(ʔ)laʦ  | g'lazt      |                 |
| 'el meu fill' | n(ʔ)bil   |          | nob'lu      | nopil           |
| 'moresc'      | teyúl     |          | teyúl       | t͡ɬāyōl-loh-     |
| 'truita'      | ʃaʔ       | ʃa       | xamt        | t͡ɬaʃkal-        |
| 'conill'      | tʊʧíʔ     |          |             | tōʧ-t͡ɬi         |
| 'aigua'       |           | ath      | at          | āt͡ɬ             |
| 'està venint' | maʔwíʦʔ   |          | ma uitz     | (mā) wīʦ        |
| 'vine aquí'   | ʃʔwiʔ     |          |             | ʃiwīʦ           |
| '¿d'on vens?' | kamʔ ʃwiʔ |          |             | kān ti-wīʦ      |
| 'ho tinc'     | n-kʔ-byá  | n-ke-bia | n-co-bia    | ni-k-pia        |